# José Artur de Lima Junior
José Artur de Lima Junior (Brumado, Bahia, Brasil; 11 de marzo de 1996), conocido como Artur, es un futbolista brasileño. Juega de centrocampista y su equipo actual es el Houston Dynamo de la Major League Soccer.

## Trayectoria

### São Paulo
Artur jugó en las inferiores del Bahia, Juventus-SC y finalmente el São Paulo en 2014, donde en el equipo sub-20 del club ganó la Copa de Brasil Sub-20 en dos ocasiones y la Copa Libertadores Sub-20 de 2016. Debutó en el primer equipo del Tricolor el 19 de junio de 2016, en el empate 2-2 ante el Flamengo. No consiguió la titularidad del equipo en su primera temporada en el club, donde solo jugó 6 encuentros en la Serie A brasileña.

### Columbus Crew SC
Luego de impresionar al Columbus Crew SC de la Major League Soccer en un encuentro de pretemporada, Artur firmó un préstamo con el club estadounidense el 13 de febrero de 2017. Debutó con el club el 4 de marzo  en el empate 1-1 contra el Chicago Fire. Jugó 24 encuentros de liga y tres en los play offs de la Copa MLS 2017, donde el 31 de octubre anotó su primer gol en la victoria por 4-1 sobre el New York City FC.
Columbus ejerció su opción de compra con el jugador brasileño, a pesar de que São Paulo quería al jugador de regreso, y finalmente el 6 de diciembre de 2017 se oficializó el fichaje de Artur, pagando $1.5 millones por el 50% del pase del jugador. Debutó como jugador del Columbus a todos los efectos el 3 de marzo de 2018, jugando los 90 minutos en la victoria por 2-0 al Toronto FC.

## Estadísticas
Actualizado al último partido disputado el 28 de noviembre de 2022
| São Paulo · Brasil                                                                                     |               |               |     |   |   |   |   |    |    |     |     |   |
| 1.ª | 2016          | 4             | 0   | 0 | 0 | 0 | 0 | 0  | 0  | 4   | 0   |   |
| Total club                                                                                             | Total club    | 4             | 0   | 0 | 0 | 0 | 0 | 0  | 0  | 4   | 0   |   |
| Columbus Crew SC (préstamo) Estados Unidos                                                             |               |               |     |   |   |   |   |    |    |     |     |   |
| 1.ª | 2017          | 24            | 0   | 1 | 0 | - | - | 3  | 1  | 28  | 1   |   |
| Columbus Crew SC Estados Unidos                                                                        |               |               |     |   |   |   |   |    |    |     |     |   |
| 1.ª | 2018          | 32            | 0   | 0 | 0 | - | - | 3  | 0  | 35  | 0   |   |
| 1.ª | 2019          | 30            | 0   | 2 | 0 | - | - | 0  | 0  | 32  | 0   |   |
| 1.ª | 2020          | 23            | 0   | 0 | 0 | - | - | 4  | 0  | 27  | 0   |   |
| 1.ª | 2021          | 6             | 0   | 0 | 0 | 4 | 0 | 0  | 0  | 10  | 0   |   |
| 1.ª | 2022          | 24            | 0   | 0 | 0 | - | - | 0  | 0  | 24  | 0   |   |
| Total club                                                                                             | Total club    | 139           | 0   | 3 | 0 | 4 | 0 | 10 | 1  | 156 | 1   |   |
| Houston Dynamo Estados Unidos                                                                          |               |               |     |   |   |   |   |    |    |     |     |   |
| 1.ª | 2023          | 0             | 0   | 0 | 0 | - | - | 0  | 0  | 0   | 0   |   |
| Total club                                                                                             | Total club    | 0             | 0   | 0 | 0 | 0 | 0 | 0  | 0  | 0   | 0   |   |
| Total carrera                                                                                          | Total carrera | Total carrera | 143 | 0 | 3 | 0 | 4 | 0  | 10 | 1   | 160 | 1 |
| (1) Incluye datos de la U.S. Open Cup (2017) (2) Incluye datos de play offs de la Copa MLS (2017-2018) |               |               |     |   |   |   |   |    |    |     |     |   |

## Palmarés

### Campeonatos nacionales
| Título                   | Club              | País           | Año  |
| ------------------------ | ----------------- | -------------- | ---- |
| MLS                      | Columbus Crew SC  | Estados Unidos | 2020 |
| Lamar Hunt U.S. Open Cup | Houston Dynamo FC | Estados Unidos | 2023 |